# Cosmografia

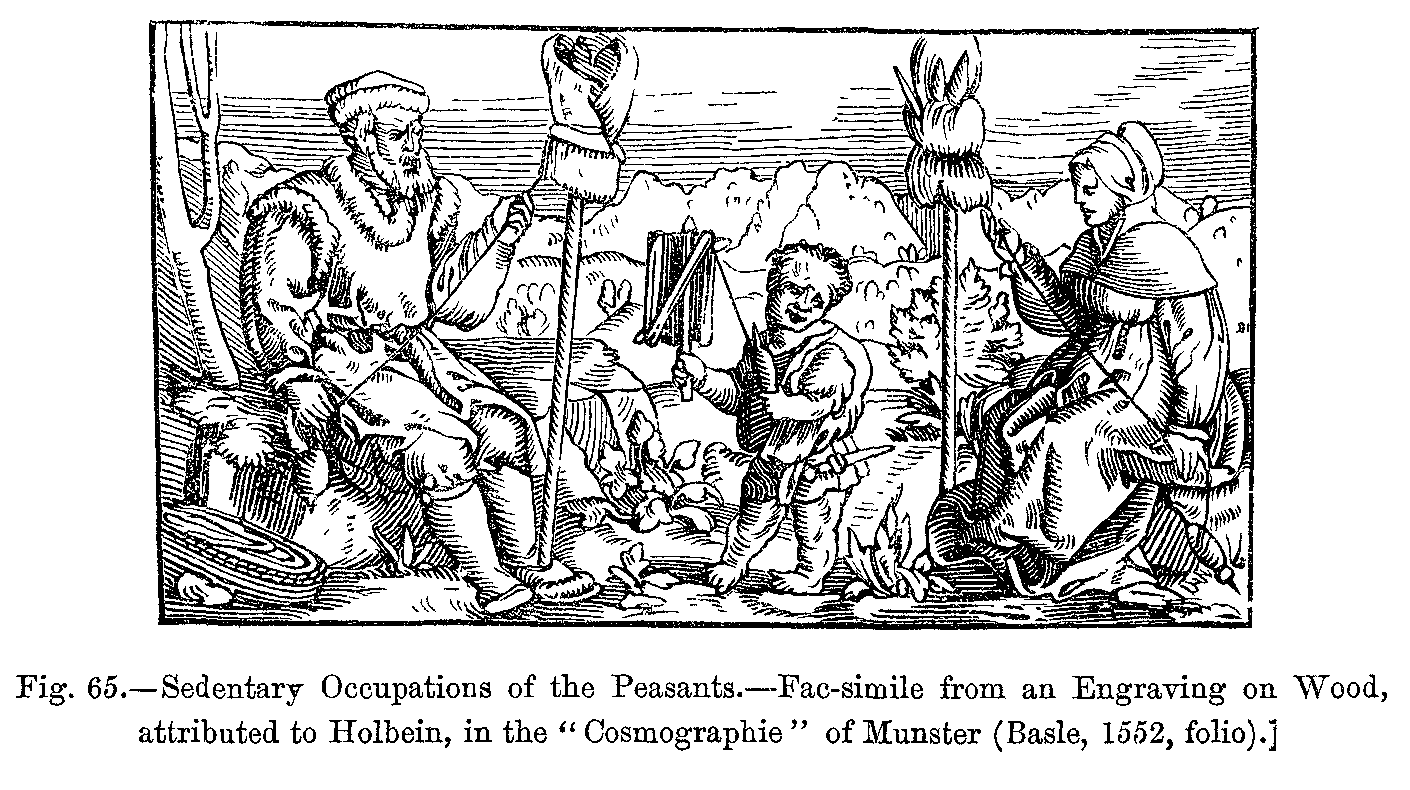
Ocupacions sedentàries dels camperols, facsímil d'un gravat en fusta, atribuït a Holbein, en la Cosmografia de Munster (Basilea, 1552, foli)

La cosmografia és la ciència que correlaciona les característiques generals del cosmos o univers, descrivint el cel i la Terra (però sense envair la geografia o l'astronomia). L'obra del segle xiv Aja'ib al-makhluqat wa-al-ghara'ib mawjudat, del metge persa Zakariya al-Qazwini és considerada com l'obra més primerenca de la cosmografia.
La cosmografia tradicional hindú, budista i jainista va esquematitzar un univers centrat en el mont Meru envoltat de rius, continents i oceans. Aquesta cosmografia va postular un univers que es crea i es destrueix repetidament en cicles de temps llarguíssims.
El 1551, Martín Cortés de Albacar, de Bujaraloz (Saragossa), va publicar Breve compendio de la esfera y del arte de navegar. Traduïda a l'anglès i reimpresa diverses vegades, l'obra va ser de gran influència a Gran Bretanya durant molts anys. Va proposar cartes esfèriques i esmenta la desviació magnètica i l'existència dels pols magnètics.
El terme cosmografia apareix en l'obra de Claudi Ptolemeu (segle ii). En el segle xvi, s'utilitza a l'estat espanyol per a designar l'escola creada per la Casa de Contractació de Sevilla, per englobar totes les matèries relacionades amb la navegació transatlàntica, en la qual era imprescindible la preparació matemàtica i coneixements d'astronomia. Prèviament, l'acumulació de saber cosmogràfic al sud-oest d'Europa havia estat molt important des dels segles finals de l'edat mitjana, fonamentalment en els regnes cristians peninsulars que, a més de disposar de selectes colònies de comerciants italians (especialment genovesos) i venecians experimentaren la navegació atlàntica fins als ports flamencs, estenent-se per tot el Mediterrani conjuntament amb Catalunya (portolans mallorquins), que van transferir els seus coneixements als cosmògrafs portuguesos, en ser cridat el mestre Jacomé de Mallorca per Enric el Navegant per fundar l'escola de Sagres, i finalment als cosmògrafs de Sevilla després del descobriment d'Amèrica.

## Cronologia
La que segueix és una llista d'autors i obres que guarden relació amb la cosmografia i l'art de navegar:
- Aethicus Istricus (segle V?)[3]
- Anònim de Ravenna (segle vii)
- Andres de Li
- Fra Mauro (14xx–1507)
- Martin Behaim (1459–1507)
- Ruy Falero (14xx–15xx)
- Pierre d'Ailly (14xx–15xx) Imago mundi
- Jaume Ferrer de Blanes (14xx–15xx)
- Piri Reis (14xx–15xx)
- Jose Vizinho (14xx–15xx)
- Francesco Barozzi (14xx–15xx)[4]
- Pedro de Medina (14xx–15xx)
- Martín Cortés de Albacar (14xx–15xx)
- Juan Pérez de Moya (14xx–15xx), Tratado de cosas de astronomia y Cosmografia[5]
- Rodrigo Zamorano (14xx–15xx)
- Alonso de Chaves (1492–1586)
- Jerónimo de Chaves (1492–1586)
- Jeroni Girava (14xx–15xx)
- Josep Tarragona[6]
- Oronce Finé (14xx–15xx)
- Martin Waldseemüller (circa 1470–1521)
- Sebastian Münster (1488–1552)
- Sebastian Cabot (14xx–15xx)
- Alonso de Santacruz (14xx–15xx)
- Peter Apian (1495–1552)
- Joan Jayme
- Jan ze Stobnicy[7]
- Gemma Frisius
- Gerhard Mercator (1512–1594)
- Diego García de Palacio
- Antoni Llull
- Ignazio Danti (1536–1586)
- Pedro Nunes (14xx–15xx)
- Francisco Falero (14xx–15xx)
- Jan Rotz (14xx–15xx)
- Andrés García de Céspedes
- Jua Pérez de Moya (1573)
- José Sesse y Piñol (1619)
- Lorenzo Ferrer Maldonado (1626)
- Vincenzo Maria Coronelli (1660–1718)